# Нинджа (стриймър)
Ричард Тайлър Блевинс, по-известен с неговия онлайн псевдоним Ninja или Ninjashyper, е американски Twitch стриймър и интернет личност. От май 2018 г. той е най-популярният стриймър в „Twitch TV“ с над десет милиона последователи и средно над 80 000 зрители.

## Биография
Тайлър Блевинс е роден на 5 юни 1991 г. в Детройт, САЩ. Семейството му се премества в Чикаго, когато той е на една година. Детството му в предградията на Чикаго включва видеоигри и спортове. Той е добър ученик в Централната гимназия в Грейслейк, където играе футбол, а той също е запален играч на видеоигри. След като завършва, решава да играе професионални видео игри, да влиза в турнири, да се присъединява към професионални организации и да започне да пуска на живо своите игри.
Като „Ninja“, започва да играе „Halo 3“ професионално през 2009 г. Играе за различни отбори, включително „Cloud9“, „Renegades“, „Team Liquid“, и „Luminosity Gaming“. Става стриймър през 2011 г. първо с „Justin.tv“, след това се премества в „Twitch.tv“. Започва да играе H1Z1 в началото на своята програма за ранно допускане със Steam, след което се премества в „Battlegrounds“ на PlayerNews, когато влезе в програмата за ранна достъп на Steam. Той се присъединява към „Luminosity Gaming“ през 2017 г. първо като „Halo“ играч, след това до H1Z1, по-късно играе „PUBG“, където печели „PUBG Gamescom Invitational“ в класирането на 3-та лична група. Започва редовно да стриймва на „Fortnite“ и зрителската му кариера започва да расте, което съвпада с нарастването на популярността на играта. През септември 2017 г. има 500 000 последователи; за шест месеца този брой нарасна с 250%. През март 2018 г. Ninja записа на „Twitch.tv“ индивидуален поток, докато играе Fortnite, след като е домакин на игра с Дрейк, Травис Скот и Джаджу Смит Шустер. През април 2018 г. той разбива собствения си рекорд по време на събитието „Ninja Vegas 2018“, където има аудитория от 667 000 зрители на живо.
Ninja има над 15 милиона абонати в YouTube от юли 2018 г. Той печели над 500 000 долара на месец от стриймване на „Fortnite“ и кредитира безплатния за игра бизнес модел като растежен фактор.
На 17 юни 2018 г. Тайлър обявява, че ще си партнира с Red Bull Esports. Той споменава, че феновете могат да го предизвикат на специално събитие във Fortnite, наречено „Red Bull Rise Till Dawn“ в Чикаго, Илинойс на 21 юли 2018 г.

### Измамата „Лигма“
През юли 2018 г. Ninja излиза извън социалните медии, което кара феновете му да се притесняват от местонахождението му. Потребител на Instagram започва да разпространява фалшив слух, че Ninja е починал от рядко заболяване, известно като „Лигма“. Въпреки че болестта е била фалшива и Ninja е наистина жив и здрав, много от феновете му първоначално вярвали, че той всъщност е мъртъв.

## Благотворителна дейност
В благотворителния си стрийм за набиране на средства, проведен през февруари 2018 г., Ninja получава над 110 000 долара, за да бъде дарена на Американската фондация за превенция на самоубийствата. По време на първото събитие на Fortnite Battle Royale Esports през април 2018 г., Ninja раздаде близо 50 000 долара в награден фонд, като 2500 от него отиват в Асоциацията на Алцхаймер. По-късно през април той участва в събитието #Clips4Kids заедно с други стрийминг колеги Dr.Lupo и Timthetatman, като общо помага за набиране на над 340 000 долара. На E3 2018 Нинджа и Маршмело печелят събитието „Fortnite Pro-Am“ и дават 1 милион долара на благотворителна организация по свой избор.